# Atletica leggera ai Giochi della XXXIII Olimpiade - 10000 metri piani femminili
Ai Giochi della XXXIII Olimpiade la competizione dei 10000 metri piani femminili si è svolta il 9 agosto 2024 presso lo Stade de France di Parigi.

## Presenze ed assenze delle campionesse in carica
| Competizione      | Atleta            | Prestazione | Parigi 2024   |
| ----------------- | ----------------- | ----------- | ------------- |
| Olimpiadi 2020    | Sifan Hassan      | 29'55"32    | Presente      |
| Africani 2024     | Gladys Kwamboka   | 36'53"59    | Non qual.     |
| Commonwealth 2022 | Eilish McColgan   | 30'48”60    | Presente      |
| Asiatici 2023     | Haruka Kokai      | 32'59"36    | Presente      |
| Panamericani 2023 | Luz Mery Rojas    | 33'12”19    | Solo maratona |
| Mondiali 2023     | Gudaf Tsegay      | 31'27”18    | Presente      |
| Europei 2024      | Nadia Battocletti | 30'51”32    | Presente      |

1. ↑  Sotto la bandiera della Gran Bretagna.

## La gara
Sui 5000 metri è stata doppietta keniota. Quattro giorni dopo le etiopiche vogliono rifarsi. La loro migliore atleta Gudaf Tsegay, è la campionessa mondiale in carica. A Eugene il 25 maggio (Prefontaine Classic), in una gara dove i confini della specialità sono stati ridisegnati, la gara è stata così veloce che le prime quattro classificate sono salite ai primi quattro posti della graduatoria mondiale. A vincere è stata Beatrice Chebet, che ha corso in 28'54”14 contro il 29'05”52 della Tsegay.
In finale, l'atleta giapponese Rino Goshima guida il primo giro, con Rahel Daniel (Eri) in seconda posizione. L'atleta eritrea prende poi il comando ma si ritira al quinto giro. Un'altra atleta ritirata è la francese Alessia Zarbo, caduta in pista a poco più di 2 chilometri dal traguardo, che è stata portata via in barella. A metà gara sale in testa al gruppo Francine Niyomukunzi (Bur), seguita da Sifan Hassan (Ned), la campionessa olimpica in carica.
Alla campanella dell'ultimo giro quattro atlete sono davanti a tutte: Margaret Kipkemboi (Ken), Gudaf Tsegay (Eth), Lilian Kasait Rengeruk (Ken) e Beatrice Chebet (Ken), con altre tre atlete subito dietro, tra cui Nadia Battocletti. Sifan Hassan era più indietro, all'ottavo posto. Sul rettilineo finale Chebet e Battocletti superano Margaret Kipkemboi e lottano per la medaglia d'oro fino agli ultimi metri, con Beatrice Chebet che vince di un decimo di secondo, lasciando la medaglia d'argento all'italiana. Sifan Hassan riesce a superare cinque atlete nell'ultimo giro e si aggiudica la medaglia di bronzo. Gudaf Tsegay finisce sesta.
Beatrice Chebet riesce a completare la doppietta 5000-10000 metri. Con questa impresa, è diventata la terza donna nella storia a vincere entrambe le distanze nella stessa Olimpiade, dopo Sifan Hassan a Tokyo 2021 e Tirunesh Dibaba a Pechino 2008.

### Nuovi record
Durante la competizione è stato stabilito un nuovo record nazionale:
- 30'43"35: Nadia Battocletti (Italia).

## Risultati
| Record mondiale | Beatrice Chebet | 28'54"14 | Eugene         | 25 maggio 2024 |
| Record olimpico | Almaz Ayana     | 29'17"45 | Rio de Janeiro | 12 agosto 2016 |

Venerdì 9 agosto, ore 20:55 (UTC+2).
| Posizione | Nome                       | Nazionalità   | Tempo    | Note                                     |
| --------- | -------------------------- | ------------- | -------- | ---------------------------------------- |
| Oro       | Beatrice Chebet            | Kenya         | 30:43.25 |                                          |
| Argento   | Nadia Battocletti          | Italia        | 30:43.35 | Record nazionale                         |
| Bronzo    | Sifan Hassan               | Paesi Bassi   | 30:44.12 | Miglior prestazione personale stagionale |
| 4         | Margaret Kipkemboi         | Kenya         | 30:44.58 |                                          |
| 5         | Lilian Kasait Rengeruk     | Kenya         | 30:45.04 |                                          |
| 6         | Gudaf Tsegay               | Etiopia       | 30:45.21 |                                          |
| 7         | Fotyen Tesfay              | Etiopia       | 30:46.93 |                                          |
| 8         | Weini Kelati               | Stati Uniti   | 30:49.98 |                                          |
| 9         | Karissa Schweizer          | Stati Uniti   | 30:51.99 | Miglior prestazione personale stagionale |
| 10        | Tsigie Gebreselama         | Etiopia       | 30:54.57 |                                          |
| 11        | Parker Valby               | Stati Uniti   | 30:59.28 |                                          |
| 12        | Sarah Chelangat            | Uganda        | 31:02.37 |                                          |
| 13        | Lauren Ryan                | Australia     | 31:13.25 |                                          |
| 14        | Francine Niyomukunzi       | Burundi       | 31:17.02 | Miglior prestazione personale            |
| 15        | Eilish McColgan            | Gran Bretagna | 31:20.51 | Miglior prestazione personale stagionale |
| 16        | Diane van Es               | Paesi Bassi   | 31:25.51 |                                          |
| 17        | Daisy Jepkemei             | Kazakistan    | 31:26.55 |                                          |
| 18        | Rino Goshima               | Giappone      | 31:29.48 |                                          |
| 19        | Haruka Kokai               | Giappone      | 31:44.03 |                                          |
| 20        | Klara Lukan                | Slovenia      | 31:45.15 |                                          |
| 21        | Annet Chemengich Chelangat | Uganda        | 31:50.41 | Miglior prestazione personale            |
| 22        | Yuka Takashima             | Giappone      | 31:52.07 | Miglior prestazione personale stagionale |
| 23        | Megan Keith                | Gran Bretagna | 33:19.92 |                                          |
| -         | Rahel Daniel               | Eritrea       | Rit.     |                                          |
| -         | Alessia Zarbo              | Francia       | Rit.     |                                          |